# Północny Kaukaz (pismo)
"Północny Kaukaz" (ros. "Северный Кавказ", tur. "Şimali Kafkasya") - emigracyjne pismo północnokaukaskie w II poł. lat 30. XX w.
Pismo rozpoczęto wydawać w maju 1934 r. w Warszawie w związku z rozwojem tzw. ruchu prometejskiego. Wychodziło ono co miesiąc po rosyjsku i turecku. Redaktorem naczelnym został Osetyjczyk Barasbi Bajtugan (Bajtuganti). Stanowiło ono organ prasowy Ludowej Partii Górali Kaukaskich. W piśmie publikowano comiesięczne przeglądy sowieckich gazet i czasopism, szczególnie poświęconych problematyce Północnego Kaukazu, artykuły i felietony dotyczące życia Górali kaukaskich, ich zwyczajom, tradycji itp., czy emigracji północnokaukaskiej. Ich autorami byli m.in. Adil-Bek Kulatti, Temir Bazyrykcho, czy Jajtek Kunduch. Pismo przestało się ukazywać w kwietniu lub czerwcu 1939 r. Ogółem wyszło 60 numerów.